# Pedro Dellacha
Pedro Rodolfo Dellacha (9 de julho de 1926, Lanús - 31 de julho de 2010) foi um defensor e treinador de futebol argentino. Ele foi o capitão da seleção argentina que venceu a Copa América de 1957 e competiu na Copa do Mundo de 1958. Ele ganhou o apelido de "Don Pedro del Area".
Como treinador, ele ganhou a Copa Libertadores por duas vezes e campeonatos da liga em quatro países diferentes.

## Carreira

### Como Jogador
Dellacha ingressou nas categorias de base do Quilmes Atlético Club em 1945. Em 1947, ele fez sua estreia pela primeira equipe. Ele fez parte da equipe que ganhou o primeiro campeonato da segunda divisão e garantiu a promoção para a primeira divisão argentina em 1949. Ele jogou no clube até 1951, fazendo um total de 141 jogos.
Em 1952, Dellacha se juntou ao Racing onde fez 184 aparições e ajudou o clube a vencer o campeonato argentino de 1958.
Dellacha jogou 35 vezes pela seleção argentina entre 1953 e 1958. Jogou em três edições da Copa América vencendo o torneio por duas vezes em 1955 e 1957. Em 1957 ele era o capitão do time e recebeu o prêmio Olympia de Oro por sua equipe. Ele também jogou na Copa do Mundo de 1958.
Dellacha terminou sua carreira no México jogando no Club Necaxa.

### Como Treinador
Dellacha se tornou um treinador de futebol e obteve bastante sucesso. Ele ganhou títulos em quatro países diferentes (Argentina, Uruguai, Colômbia e Peru) e levou o Independiente a dois títulos da Copa Libertadores em 1972 e 1975.

## Títulos

### Como Jogador
Racing
- Primeira Divisão: 1958

Necaxa
- Copa MX: 1959–60

Seleção Argentina
- Copa América: 1955, 1957

### Como Treinador
Independiente
- Primeira Divisão: 1971
- Copa Libertadores: 1972, 1975

Nacional
- Primeira Divisão: 1977

Millonarios
- Primeira Divisão: 1978

Alianza Lima
- Primeira Divisão: 1992